# Сербский фольклор
Сербский фольклор — собирательное название произведений сербского народного творчества, которые передавались из поколения в поколение в виде песен или сказаний. В основе сербского фольклора лежат как традиционная славянская мифология дохристианских времён, так и православная христианская культура (со времён обращения Сербии в христианство и перевода священного писания Кириллом и Мефодием на славянские языки). Сербский фольклор привлекал внимание множества писателей и деятелей культуры Европы: литературные произведения переведены на многие языки мира, на их основе созданы множество других произведений английской, немецкой, французской, польской, русской литературы и литературы других стран и народов.

## Эпос

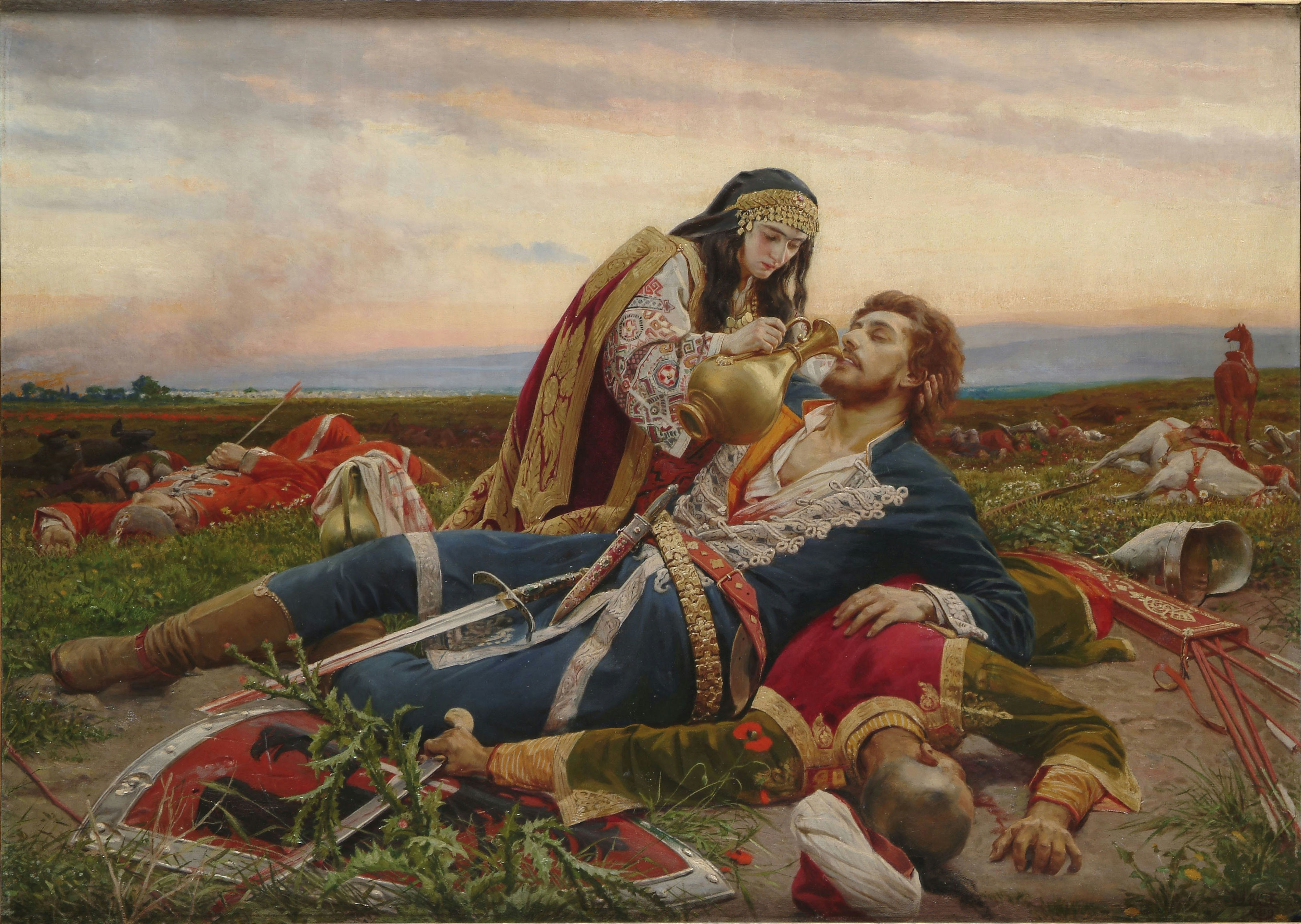
Картина Уроша Предича «Косовская девушка»

### Классификация по эпохам
Сербский эпос может быть классифицирован по эпохам следующим образом:
- докосовский цикл: песни о древней славе и величии сербского народа (например, «Женитьба Душана»). Главными героями являются правители династий Неманичей и Мрнявчевичей, как Стефан Неманя, Стефан Первовенчанный, Стефан Душан, Вукашин Мрнявчевич
- косовский цикл: песни о битве на Косовом поле, наполненные гордостью за сербский народ и скорбью по гибели самостоятельности государства. Чаще всего распространены песни о Марко Кралевиче, герое югославянского эпоса и защитнике родины от турецких поработителей. С XVI—XVII веков встречаются песни о борцах за свободу славян — сербских семьях Бранковичей, Яшкичей, Черноевичей, хорватских банах Зриньском и Франкопане, венгерском воеводе Яноше Хуньяди.
- гайдуцкий и ускокский циклы: песни о борьбе гайдуков и ускоков (сербских и черногорских народных героев) против турецкого владычества. Для песен характерна романтическая окраска. Героями являются Старина Новак, Иво Сенянин, Стоян Янкович, Груица и другие. Песни о гайдуках больше соответствуют историческим фактам.
- современный фольклор: песни о Народно-освободительной войне Югославии 1941—1945 годов, воспевание подвигов партизан и героев (Иосип Броз Тито, Сава Ковачевич, Чича Романийский (Славиша Вайнер) и др.), а также подвигов четников, которые также боролись против немецко-фашистских захватчиков, хотя и считали партизан своим противником (Драголюб Михайлович, Момчило Джуич и т. д.). Песни наполнены верой в победу патриотов Отечества над немецкими оккупантами и их пособниками. Похожи на гайдуцкие песни, состоят в основном из двустиший.

### Типы произведений
Эпос играет большую роль в сербском фольклоре. Он отличается богатством сюжетов и образов, высоким художественным совершенством и поэтичностью стиля. Важной частью эпоса являются юнацкие песни о важнейших событиях истории и подвигах народных героев — песни мифологического или легендарного содержания (например, «Змей-жених», «Иван и дивский старшина»). Исполнителями юнацких песен являются гусляры, исполняющие песни под аккомпанемент гусель. Другая разновидность песен — песни о гайдуках, которые отличаются от юнацких песен тем, что гайдуки в песнях всегда борются вместе с дружиной, а юнаки — только в одиночку.
В сербском эпосе распространены лироэпические песни (причалице), схожие с семейными и любовными, но характерные десятисложным эпическим стихом. У лирических песен распространён восьмисложный стих, хотя бывает и 5, и 14 слогов. Наиболее известны песни о любви Омера и Мейримы, о Хасан-агинице и о женитьбе бега Любовича, в которых встречаются отзвуки мифологических представлений. Ещё один интерес представляют плачи (тужбалице), которые делятся на плачи героического содержания (о борьбе против турецкого нашествия и гайдуков), в центре которых стоит павший в бою герой, и семейно-бытовые (о семейных трагедиях), которые отражают смерть родного человека.
К обрядовой поэзии Сербии относятся свадебные песни, колядки с аграрными обрядами, различные песни о прославлении времён года (лазарские, кралицкие, юрьевские), а также песни на Масленицу на востоке и юге Сербии. Распространены любовные песни: на западе Сербии и в Санджаке распространены боснийские мусульманские «севдалинки» с восточным колоритом. Рифмованные двустишия в современном народном творчестве объединяются даже в целостное произведение, которое поётся при исполнении коло; ещё одним новым видом является врабац (сатирические песни).
Из сербских сказок чаще встречаются бытовые сказки с находчивыми главными героями, сатира в сказках направлена против попов, монахов и турецких властей. Сказки-шутки передают местный колорит, отличаются сжатостью и выразительностью повествования, а также остроумием. Слабо распространены сказки о животных, но есть и волшебные сказки, прославляющие героев из народа, отличающихся умом, мужеством, одарённостью и добротой («Девушка царя перехитрила», «Король и пастух», «Все важно, но важнее всего ремесло»). В настоящее время сказки рассказывают главным образом детям.
Распространены также предания о Марке Кралевиче, Милоше Обиличе, «проклятой Ерине» (жене деспота Юрия Бранковича) и о местных достопримечательностях.

## Музыка
Сербские народные песни исполняются на один или два голоса протяжно, хотя есть и хоровое пение. Существуют сельские и городские народные песни. Музыкальные инструменты — бубны и турецкие барабаны, различные свирели (в том числе кавал), мандолины и гусле. Сербский стиль в народной музыке создавался такими композиторами, как Й. Маринкович, С. Мокраняц, П. Костич, Б. Йоксимович, С.Христич, П.Коньовичи и др. Распространяются скрипка, гармоника и духовые инструменты, хотя также известны волынка, дудка и свирель.

## Танцы
В Сербии популярен круговой танец коло, хотя есть множество сольных и парных танцев. В 1948 году в Сербии насчитывалось 1668 различных танцев. Встречаются обрядово-магические танцы (додола, лазарица, колида, крсиница), танцы с мимикой (паун, бибера), старые танцы (троянац, джурджевка, ослица), моравац, вратянка, ушест и многие другие. После Народно-освободительной войны появились несколько новых разновидностей коло, основанные на старых боснийских и черногорских танцев, под которые исполняются партизанские песни. Коло танцуется под аккомпанемент аккордеона или под ритм ног.
Фестивали народных танцев и песен развивались во время СФРЮ: в Югославии прославились ансамбли народных танцев студенческого общества имени Бранко Крсмановича и молодёжного культурного общества «Иво Лола Рибар».